# L'Essentiel
L'Essentiel es el tercer álbum recopilatorio de la banda francesa Mano Negra. Fue lanzado al mercado el 28 de mayo de 2004 con la discográfica Virgin France, S.A. Este álbum es considerado simplemente una versión reducida del recopilatorio anterior Lo Mejor de Mano Negra, y se centra en sus sencillos en lugar del amplio repertorio de la banda. A pesar de esto, contiene algunas canciones que no figuran en el recopilatorio anterior, como "Madame Oscar", "Amerika Perdida", "La Ventura", entre otros.

## Lista de canciones
| 1. "Mala Vida" 2. "King Kong Five" 3. "Pas Assez De Toi" 4. "Killin' Rats" 5. "La Ventura" 6. "La Rançon Du Succès" 7. "Don't Want You No More" 8. "Madame Oscar" 9. "El Jako" 10. "Le Bruit Du Frigo" 11. "Amerika Perdida" 12. "El Alakran" | (Manu Chao) (Manu Chao / Mano Negra) (Manu Chao) (Manu Chao / Mano Negra) (Manu Chao) | 2:54 1:57 2:21 2:25 2:58 1:59 3:08 2:39 2:49 3:12 3:00 3:51 | [Patchanka] [Puta's Fever] [Puta's Fever] [Patchanka] [Patchanka] [Puta's Fever] [King Of Bongo] [King Of Bongo] [King Of Bongo] [King Of Bongo] [Amerika Perdida] [Casa Babylon] |

## Banda y equipo (1988 - 1994)
- Manu Chao: Voz principal y guitarra
- Antoine Chao: Trompeta y voz
- Santiago Casariego: Batería y voz
- Philippe Teboul: Percusión y voz
- Daniel Jamet: Guitarra y voz
- Olivier Dahan: Bajo y voz
- Thomas Darnal: Teclados y voz
- Pierre "Krøpöl" Gauthé: Trombón y voz